# Falinić Breg
Falinić Breg (1910 és 1931 között Falinić, majd 1971-ig Falinić-Breg) falu Horvátországban, Varasd megyében. Közigazgatásilag Cesticához tartozik.

## Fekvése
Varasdtól 20 km-re északnyugatra, a Dráva jobb partja közelében a Zagorje hegyeinek északi peremén fekszik.

## Története
A falu szőlőhegyein már kelták és a rómaiak is termesztettek szőlőt. 1857-ben 158, 1910-ben 167 lakosa volt. 1920-ig Varasd vármegye Varasdi járásához tartozott. 2001-ben  a falunak 106 lakosa volt. Lakói főként szőlőtermesztésből élnek, melynek itt nagy hagyományai vannak.

## Népessége
| Lakosság változása | Lakosság változása | Lakosság változása | Lakosság változása | Lakosság változása | Lakosság változása | Lakosság változása | Lakosság változása | Lakosság változása | Lakosság változása | Lakosság változása | Lakosság változása | Lakosság változása | Lakosság változása | Lakosság változása | Lakosság változása |
| ------------------ | ------------------ | ------------------ | ------------------ | ------------------ | ------------------ | ------------------ | ------------------ | ------------------ | ------------------ | ------------------ | ------------------ | ------------------ | ------------------ | ------------------ | ------------------ |
| 1857               | 1869               | 1880               | 1890               | 1900               | 1910               | 1921               | 1931               | 1948               | 1953               | 1961               | 1971               | 1981               | 1991               | 2001               | 2011               |
| 158                | 164                | 153                | 180                | 187                | 167                | 201                | 237                | 270                | 232                | 197                | 150                | 118                | 99                 | 106                | 100                |